# Maximale Schande
Maximale Schande (Originaltitel: Maximum Shame) ist ein 81-minütiger dystopischer Film, der von Carlos Atanes geschrieben und inszeniert und 2010 veröffentlicht wurde.

## Handlung
Das Ende der Welt steht unmittelbar bevor. Ein Mann betritt eine parallele Dimension, eine Zwischenwelt zwischen Realität und Fantasie, in der die normalen Regeln von Zeit und Raum nicht mehr gelten. Seine Frau macht sich auf, um ihn zu retten. Beide werden in einer seltsamen und grausamen Welt gefangen sein, in der eine rücksichtslose Königin die Realität als verrücktes Schachspiel organisiert. Das führt zu einer postapokalyptischen Dystopie von Herrschaft und Unterwerfung, in der Charaktere nicht frei essen, sprechen oder sich bewegen können und regelmäßig heimtückisch angegriffen werden.

## Auszeichnungen
- BUT Filmfestival 2010: Nominiert für BEST FEATURE MOVIE, Breda, Niederlande[6]
- Nominiert für das WEIRDEST PICTURE 2011 (Weirdcademy Awards)[7]

## Rezensionen
Mike Everleth vom Underground Film Journal schrieb, dass es ein „verwirrender Film“ sei, aber „eine absolut packende Erfahrung“.